# Barry Ward
Barry Ward, född 13 januari 1971 i Dublin, är en irländsk skådespelare.
Ward har bland annat medverkat i TV-serierna The End of the F***ing World från 2017, The Capture från 2019 och Clean Sweep från 2023. Han har även medverkat i filmen Dating Amber från 2020.

## Filmografi (i urval)
- 2017: The End of the F***ing World
- 2019: The Capture
- 2020: Dating Amber
- 2022 – Bad Sisters (TV-serie)
- 2023: Clean Sweep